# Hubei
För andra betydelser, se Hubei (olika betydelser).
Hubei (fil), tidigare känt som Hupeh, är en provins i centrala Kina. Den har en yta på 185 900 km² och 58 500 000 invånare (2015). Provinshuvudstad är Wuhan.
Provinsens namn betyder "norr om sjön", vilket beror på att den ligger norr om Dongtingsjön.

## Geografi
Området är relativt platt, men i väster finns berg. Provinsen bildar ett stort bäcken, som genomflyts från väster till öster av Yangtzefloden och från norr till söder av dess biflod Han Shui
samt hör till Kinas vattenrikaste, bördigaste och tätast befolkade provinser. Kol, järn och tenn förekommer, de viktigaste jordbruksprodukterna är te, bomull, ris, vete och rabarber.
Klimatet är subtropiskt. Området kallas för "Landet av fisk och ris" (鱼米之乡), eftersom det finns stor matproduktion där. Här ligger också de tre ravinernas damm. I september 1954 översvämmades området och miljontals människor tvingades fly och många (kanske 33 000) dog.

## Befolkning
Större delen av befolkningen i Hubei tillhör hankineserna och talar i huvudsak sydvästmandarin. I den sydvästra delen av provinsen finns det betydande befolkningar ur tujia- och miao-folken, som i huvudsak är koncentrerade i den autonoma prefekturen Enshi.

## Historia
I Kinas tidiga historia tillhörde området Staten Chu. Under de stridande staternas period övergick den till staten Qin, efter detta har området tillhört det enade Kina. 
Wuhan Universitet grundades 1893.

## Politik
Den politiska makten i Hubei utövas officiellt av provinsen Hubeis folkregering, som leds av den regionala folkkongressen och guvernören i provinsen. Dessutom finns det en regional politiskt rådgivande konferens, som motsvarar Kinesiska folkets politiskt rådgivande konferens och främst har ceremoniella funktioner. Provinsens guvernör sedan september 2021 är Wang Zhonglin.
I praktiken utövar dock den regionala avdelningen av Kinas kommunistiska parti den avgörande makten i Hubei och partisekreteraren i regionen har högre rang i partihierarkin än guvernören. Sedan augusti 2022 heter partisekreteraren Wang Menghui.

## Administrativ indelning
| Karta                          | Nr                       | Namn                    | Administrativt säte                                 | Kinesiska Pinyin | Befolkning (2010) |
| ------------------------------ | ------------------------ | ----------------------- | --------------------------------------------------- | ---------------- | ----------------- |
|                                |                          |                         |                                                     |                  |                   |
| — Subprovinsiell stad —        |                          |                         |                                                     |                  |                   |
| 1                              | Wuhan                    | Jiang'an-distriktet     | 武汉市 Wǔhàn shì                                    | 9 785 392        |                   |
| — Städer på prefekturnivå —    |                          |                         |                                                     |                  |                   |
| 2                              | Ezhou                    | Echeng-distriktet       | 鄂州市 Èzhōu shì                                    | 1 048 672        |                   |
| 3                              | Huanggang                | Huangzhou-distriktet    | 黄冈市 Huánggāng shì                                | 6 162 072        |                   |
| 4                              | Huangshi                 | Huangshigang-distriktet | 黄石市 Huángshí shì                                 | 2 429 318        |                   |
| 5                              | Jingmen                  | Dongbao                 | 荆门市 Jīngmén shì                                  | 2 873 687        |                   |
| 6                              | Jingzhou                 | Shashi                  | 荆州市 Jīngzhōu shì                                 | 5 691 707        |                   |
| 7                              | Shiyan                   | Zhangwan                | 十堰市 Shíyàn shì                                   | 3 340 843        |                   |
| 8                              | Suizhou                  | Zengdu                  | 随州市 Suízhōu shì                                  | 2 162 222        |                   |
| 9                              | Xiangyang                | Xiangcheng              | 襄阳市 Xiāngyang shì                                | 5 500 307        |                   |
| 10                             | Xianning                 | Xian'an                 | 咸宁市 Xiánníng shì                                 | 2 462 583        |                   |
| 11                             | Xiaogan                  | Xiaonan                 | 孝感市 Xiàogǎn shì                                  | 4 814 542        |                   |
| 12                             | Yichang                  | Xiling                  | 宜昌市 Yíchāng shì                                  | 4 059 686        |                   |
| — Autonom prefektur —          |                          |                         |                                                     |                  |                   |
| 13                             | Enshi (för Tujia & Miao) | Enshi                   | 恩施土家族苗族自治州 Ēnshī tǔjiāzú miáozú zìzhìzhōu | 3 290 294        |                   |
| — Städer på subprefekturnivå — |                          |                         |                                                     |                  |                   |
| 14                             | Tianmen                  | Tianmen                 | 天门市 Tiānmén shì                                  | 1 418 913        |                   |
| 15                             | Qianjiang                | Qianjiang               | 潜江市 Qiánjiāng shì                                | 946 277          |                   |
| 16                             | Xiantao                  | Xiantao                 | 仙桃市 Xiāntáo shì                                  | 1 175 085        |                   |
| — Skogsdistrikt —              |                          |                         |                                                     |                  |                   |
| 17                             | Shennongjia              | Shennongjia             | 神农架林区 Shénnóngjià línqū                        | 76 140           |                   |